# Бенцино
Бенцино (пол. Bięcino) — село в Польщі, у гміні Дамниця Слупського повіту Поморського воєводства.
Населення — 193 особи (2011).
У 1975-1998 роках село належало до Слупського воєводства.

## Демографія
Демографічна структура станом на 31 березня 2011 року:
|          | Загалом | Допрацездатний вік | Працездатний вік | Постпрацездатний вік |
| -------- | ------- | ------------------ | ---------------- | -------------------- |
| Чоловіки | 96      | 16                 | 72               | 8                    |
| Жінки    | 97      | 20                 | 57               | 20                   |
| Разом    | 193     | 36                 | 129              | 28                   |